# Institut Jaume Balmes
L'Institut Jaume Balmes, ubicat al carrer de Pau Claris, 121, és l'Institut d'ensenyament secundari més antic de la ciutat de Barcelona.

## Origen i història
Per un reial decret del 17 de setembre de 1845 del polític Pedro José Pidal, ministre de la governació, l'estat assoleix la funció docent en una clara aposta pel dret a l'ensenyament dels ciutadans. A totes les províncies apareixen els “Institutos Provinciales de Segunda Enseñanza” i amb ells els estudis i professorat de “Enseñanza Media”, que neixen vinculats a les universitats i als seminaris.
El 1857 es publicà la llei Moyano, reguladora dels ensenyaments del sistema educatiu espanyol, i els Instituts s'independitzen de la Universitat. En els seus inicis, l'actual Institut Balmes era l'Institut Provincial de Barcelona i estava vinculat a la Universitat de Barcelona, que tot just s'acabava de traslladar de Cervera. Si bé la relació acadèmica desapareix amb la llei Moyano, ambdues institucions comparteixen espais fins a l'any 1936. El seu primer director fou el Degà de la Facultat de Filosofia, Manuel Milà i Fontanals que va fer el discurs inaugural del curs 1845-46 a l'església de Betlem, a les Rambles.
La institució ha ocupat diferents seus: la primera a les golfes de l'edifici que ocupava la Universitat a l'antic convent del Carme situat enfront de l'hospital de la Santa Creu i Sant Pau. El 1872 es traslladà a l'edifici històric de la plaça Universitat i va ocupar les dependències de l'actual pavelló “Josep Carner”. Arran de l'abrupta expulsió l'any 36 del recinte universitari, l'Institut es va repartir entre diversos edificis de l'Eixample i un d'ells va ser el Palau Ramon Montaner, al carrer de Mallorca. Finalment, l'Institut va inaugurar la primera seu pròpia, el 18 de novembre de l'any 1942 al carrer de Pau Claris cantonada Consell de Cent i és l'actual ubicació.
Al llarg de la seva història, l'Institut ha rebut diferents noms: "Instituto Provincial de Segunda Enseñanza"; "Instituto General y Técnico de la Provincia de Barcelona”; "Instituto Nacional de Enseñanza Media Jaime Balmes" -nom proposat pel professor Guillermo Díaz-Plaja amb motiu de la inauguració del nou edifici l'any 1942; a partir de l'any 1980 Institut d'Educació Secundària Jaume Balmes; i, en l'actualitat, Institut Jaume Balmes.
Ben aviat es van adscriure a l'Institut Provincial de Barcelona centres d'ensenyament rellevants: les Escoles Pies de Barcelona, Sarrià i Mataró, el Col·legi de Vic (1845) i, més endavant (1857-58), ho van fer el Col·legi Sant Ignasi de Sarrià i el Col·legi Valldemia de Mataró. Així, successivament, tots els centres d'ensenyament de Barcelona estaven inscrits a l'Institut. És per això que als arxius de l'Institut s'hi troben els expedients acadèmics de bona part de la societat barcelonina de la segona meitat del segle xix i les primeres dècades del segle xx. El 1929 es va inaugurar el segon institut de Barcelona, en aquest cas femení, anomenat "Instituto Infanta María Cristina", actual Institut Poeta Maragall.
Entre les efemèrides destacables hi ha la participació de l'“Instituto Provincial de Segunda Enseñanza de Barcelona” a l'Exposició Universal de Viena per invitació del govern espanyol, el 1873. La participació de l'Institut a l'exposició vienesa va consistir a presentar un quadre dels estudis que es feien, redactat en els vuit idiomes que s'ensenyaven a l'Institut: llatí, hebreu, grec, alemany, francès, anglès i italià; i els exemplars de les obres didàctiques publicades pel professorat que es van regalar a la Biblioteca Imperial de Viena un cop acabada l'Exposició. La institució va rebre la Medalla al Mèrit de l'Exposició. Amb els mateixos criteris, l'Institut va participar en l'Exposició Universal de Barcelona l'any 1888 i va rebre tres medalles d'or pels seus esforços pedagògics.
Cal fer un esment especial a dos professors per la seva transcendència, el primer: Hermenegildo Giner de los Ríos, catedràtic i director honorífic (1898-1918) de “Psicologia, Lógica y Ética con Rudimentos de Derecho” per haver defensat els drets educatius de la dona i impulsat el seu accés a l'ensenyament secundari. L'any 1910 el resultat es fa visible amb la creació a Espanya del primer institut femení de segon ensenyament com una part del "Instituto General Técnico de la Provincia de Barcelona", gràcies a una subvenció extraordinària de l'Ajuntament de Barcelona per a material i personal. El primer any s'hi van matricular 38 alumnes.
El segon: Josep Coll i Vehí, empordanès, professor de Retòrica i Poètica i director en dues ocasions (1868 i 1875-1877) fou el creador i impulsor de la biblioteca.
L'Institut Jaume Balmes és una de les institucions docents més arrelades a la història contemporània de Barcelona i per les seves aules han passat personatges destacats de la cultura de la ciutat, de Catalunya i d'Espanya. Personalitats de la vida política, social, acadèmica, cultural, empresarial i econòmica. Excel·lents professors del seu claustre: Antoni Bergnes de las Casas, Pompeu Fabra, Joan Mañé i Flaquer, Pau Piferrer i Fàbregas, Joan Cortada i Sala, Josep Lluís Pons i Gallarza, Elies Rogent i Amat, Joaquim Carreras i Artau, Francesc Canals i Vidal, Guillem Díaz-Plaja i Contestí, Àngels Ferrer i Sensat, Eduard Valentí Fiol, Rosa Navarro Durán i Sebastià Xambó i Descamps, entre d'altres; i exalumnes que li han donat prestigi: el jesuïta Adolfo Nicolás Pachón, el cardenal Pla i Daniel, el bisbe Josep Torras i Bages, el metge Moisès Broggi, l'arquitecte Josep Puig i Cadafalch, els polítics Enric Prat de la Riba, Albert Oliart Saussol, Jordi Pujol i Soley, Heribert Barrera, Francisco Casares, Carles Gasòliba; els escriptors Joan Maragall, Carles Riba, Eugeni d'Ors, Enric Jardí, Josep M. Castellet, Sergi Pàmies; els catedràtics Pere Bosch Gimpera, els germans Santiago Udina i Frederic Udina, Fabià Estapé, els germans Joaquim Molas i Isidre Molas, Miquel Siguan, Manuel Sacristán, Joan Vilà Valentí, S. Claramunt, Josep M. Terricabras i un llarg etcètera. Professorat i alumnat honoren aquest centre emblemàtic, referent en el món educatiu i de la història de l'ensenyament secundari català i espanyol.
Com a resultat de la seva història, l'Institut conserva una important col·lecció de materials didàctics de Ciències Naturals i Física i Química; l'arxiu acadèmic històric més important de la ciutat i una biblioteca amb un fons històric representatiu del model de biblioteques decimonòniques dels centres d'ensenyament secundari.

## La Biblioteca
L'Institut Jaume Balmes i la història de la seva biblioteca han estat inseparables. L'any 1862, Josep Coll i Vehí va posar els pilars de la biblioteca de l‘"Instituto de Segunda Enseñanza de Barcelona". Va utilitzar el seu despatx i en va fer una donació d'uns 300 llibres. L'Institut, des del primer moment, va dedicar una partida del pressupost anual a l'adquisició de llibres amb un criteri de compra exhaustiu: un 50% per a la compra de llibre antic i un 50% per a la compra de llibres contemporanis. Aquesta política, més les nombroses donacions que rep de particulars i institucions, conformaran un valuós fons històric bibliogràfic d'aproximadament 20.000 registres. Dins d'aquesta col·lecció hi ha un manuscrit, 5 incunables i uns 6.000 títols publicats abans del segle xx, un important fons de revistes del segle xix i uns 15.000 títols anteriors al 1970. Per falta d'infraestructura i mitjans que garantissin una bona conservació i un accés controlat dels estudiosos al fons, l'Institut Jaume Balmes i la Universitat Pompeu Fabra van signar un conveni l'any 2001 pel qual l'Institut feia cessió a la Universitat en règim de comodat del seu fons històric i de publicacions anteriors al 1970. Aquest fons està format per més de 30.000 documents que inclouen llibres rars i d'un gran valor històric dels àmbits de la llengua i la literatura clàssiques i romàniques, la filosofia, la història i la teologia, des del segle xv fins al XX. Entre tots destaquen pel seu valor un manuscrit i cinc incunables, així com uns 6.000 llibres anteriors al segle xx, així com revistes de finals del segle xix i principis del xx.
Fins a arribar a l'actual edifici, la biblioteca s'ha anat traslladant i, com és imaginable, ha anat perdent llibres i mobles pel camí. És anecdòtica la recuperació que es va fer, directament del carrer, el juliol de 1936, després que s'haguessin llençat totes les pertinences de la biblioteca al carrer d'Aribau. Tot el que es va poder recuperar es va portar a l'edifici del carrer de Mallorca a l'espera que s'acabés la construcció del nou Institut.
Des de 1942, any en què s'inaugurà el nou centre, la biblioteca compta amb un espai propi a la planta baixa. Aquest espai té dues sales; la més petita era coneguda durant la dictadura de Franco com "l'infern" perquè s'hi guardaven tots els llibres considerats perillosos per a totes aquelles persones que no tenien formació moral i intel·lectual superior i suficient per no caure en pecat o rebel·lia al règim.
A partir de l'any 2000, la biblioteca va iniciar un procés de modernització i adequació a les noves necessitats acadèmiques i pedagògiques. El curs 2012-2013 es va celebrar el 150è aniversari de la fundació de la biblioteca amb un seguit d'actes on van participar tots els estaments de la comunitat educativa.

## Directors
- Josep Martí i Pradell (1847-1859)
- Josep Oriol i Bernadet (1858-1860)
- Joan Cortada i Sala (1860-1868)
- Josep Coll i Vehí (juny-octubre de 1866)
- Carlos Fernández-Lletor de Castroverde (1868-1870)
- Josep Llausás Mata (1870-1871)
- Josep Ortega i Espinós (1871-1875)
- Josep Coll i Vehí (1875-1877)
- Francesc Bonet i Bonfill (1877-1889)
- Alexandre Novellas i de Vidal (1889-1896)
- Antoni Serra (1986-1989)
- M. Àngels Grau (1989-1990)
- Pere Cuevas Bielsa (1990-1997)
- Carmen Cabañeros (1997-1999)
- Pere Cuevas Bielsa (1999-2001)
- Carmen Cervantes (2001-2008)
- Albert Salvadó Usach (2008-2009)
- Mireia Martínez Tomé (2009-2020)
- Gemma Belluda Ventura (2020-)